# Peter Schreiner (Byzantinist)

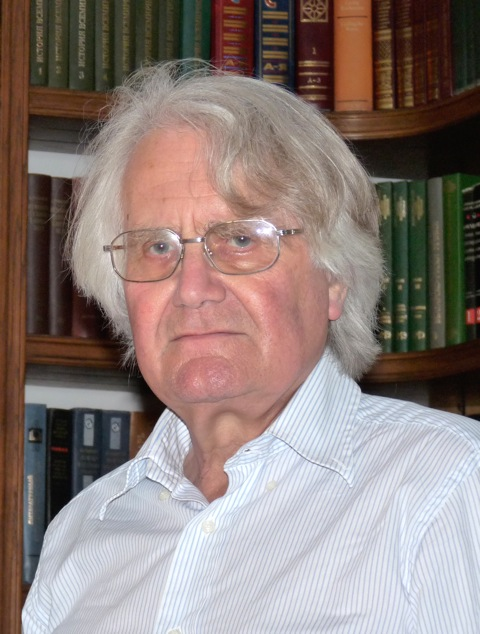
Peter Schreiner

Peter Schreiner (* 4. Mai 1940 in München) ist ein deutscher Byzantinist. Er lehrte von 1979 bis 2005 als ordentlicher Professor für Byzantinistik an der Universität zu Köln. Schreiner gehört zu den führenden Byzantinisten im deutschsprachigen Raum.

## Leben und Wirken
Peter Schreiner besuchte das humanistische Wilhelmsgymnasium in München und legte dort das Abitur 1961 ab. Anschließend studierte er an der Universität München Byzantinistik, Mittellateinische Philologie, Alte Geschichte und Klassische Philologie. Am 23. Februar 1967 wurde er bei Hans-Georg Beck mit einer Arbeit zu den byzantinischen Kleinchroniken promoviert. Von 1967 bis 1968 hatte er ein Reise- und Forschungsstipendium der Deutschen Forschungsgemeinschaft. Von 1968 bis 1972 war er an der Bibliotheca Apostolica Vaticana in Rom als Scriptor für griechische Handschriften tätig. Von 1972 bis 1974 war er Wissenschaftlicher Assistent an der Freien Universität Berlin. Dort habilitierte er sich 1974 im Fach Byzantinistik. An der FU Berlin war er bis 1979 Privatdozent. Von 1979 bis 2005 war er ordentlicher Professor für Byzantinistik und Direktor des Instituts für Altertumskunde an der Universität zu Köln. Er war 1992 Gastprofessor an der École pratique des hautes études in Paris und 2000 Gastprofessor am Collège de France. Von 1987 bis 1993 war er Mitglied des Beirats des Mediävistenverbandes. Er war von 1992 bis 1999 Mitherausgeber des „Lexikon des Mittelalters“. Von 1992 bis 2004 war Peter Schreiner Herausgeber der Byzantinischen Zeitschrift. Von 2005 bis 2009 war er Vorsitzender des wissenschaftlichen Beirats des Deutschen Studienzentrums in Venedig. Er war von 2001 bis 2011 Präsident der Association Internationale des Études Byzantines.
Seine Forschungsschwerpunkte sind die Handschriftenforschung (Paläographie, Kodikologie, Bibliotheken), die Stadtgeschichte Konstantinopels sowie die Beziehungen zwischen Venedig und Byzanz. Zu seinen Forschungsprojekten zählen unter anderem Studien zur Sofioter Handschrift des Johannes Skylitzes, Forschungen zu den Niederlassungen westlicher Kaufleute in Konstantinopel bis zum Ende des 12. Jahrhunderts sowie die Edition und Kommentierung von 100 Inventarlisten privater und kirchlicher Bücherbestände aus dem 11. bis 15. Jahrhundert. Er legte ein Standardwerk zur Geschichte des Byzantinischen Reiches vor, die 2011 in vierter aktualisierter Auflage erschien.
Für seine Forschungen wurden Schreiner zahlreiche wissenschaftliche Ehrungen und Mitgliedschaften zugesprochen. Ihm wurde 1988 die Ehrenmedaille der Universität Sofia verliehen. Seit 1991 ist er korrespondierendes Mitglied der Österreichischen Akademie der Wissenschaften, seit 1994 Mitglied des Istituto Siciliano di Studi Bizantini, seit 1993 der Niedersächsischen Akademie der Wissenschaften zu Göttingen, seit 1998 Ehrenmitglied des Verbandes der russischen Mediävisten und seit 2018 auswärtiges Mitglied des Istituto Veneto di Scienze, Lettere ed Arti. Von 1986 bis 2015 war er Mitglied der Südosteuropakommission an der Akademie zu Göttingen. Ihm wurden Ehrendoktorwürden der Universitäten Tarnovo (1992), Belgrad (2003), Sofia (2004), Galați (2009) und Komotini (2014) verliehen. Im Jahr 2015 erhielt er die Ehrenmedaille des Eötvös-Collegium der Staatlichen Eötvös-Universität Budapest.

## Schriften (Auswahl)
Schriftenverzeichnis
- Die Schriften von Peter Schreiner aus den Jahren 1965–2000. In: Cordula Scholz, Georgios Makris (Hrsg.): Polypleuros nus. Miscellanea für Peter Schreiner zu seinem 60. Geburtstag (= Byzantinisches Archiv. Band 19). Saur, München, Leipzig 2000, ISBN 3-598-77742-6, S. 415–429.

Monographien
- Studien zu den Brachea chronika (= Miscellanea Byzantina Monacensia. Band 6). Ludwig-Maximilians-Universität München. Institut für Byzantinistik, Byzantinische Kunstgeschichte und Neogräzistik, Philologie, München 1967, DNB 458884979 (Dissertation Universität München 1967).
- Byzanz 565–1453 (= Oldenbourg Grundriss der Geschichte. Band 22). Oldenbourg, München 1986, ISBN 978-3-486-57750-1 (4., aktualisierte Auflage 2011).
- Stadt und Gesetz – Dorf und Brauch. Versuch einer historischen Volkskunde von Byzanz: Methoden, Quellen, Gegenstände, Beispiele. (= Nachrichten der Akademie der Wissenschaften in Göttingen, Philologisch-historische Klasse. Nr. 9, Jahrgang 2001). Vandenhoeck & Ruprecht, Göttingen 2001 DNB 963445073.
- Konstantinopel. Geschichte und Archäologie (= C. H. Beck Wissen, Band 2364). Beck, München 2007, ISBN 978-3-406-50864-6 (italienische Ausgabe Edition Salerno, Rom 2009, ISBN 978-88-8402-663-7).

Quellenwerke
- Chronica Byzantina breviora = Die byzantinischen Kleinchroniken (= Corpus Fontium Historiae Byzantinae. Band 12), 3 Bände, Verlag der Österreichischen Akademie der Wissenschaften, Wien 1975–1979.
- Texte zur spätbyzantinischen Finanz- und Wirtschaftsgeschichte in Handschriften der Biblioteca Vaticana (= Studi e testi, Band 344). Biblioteca Apostolica Vaticana, Città del Vaticano 1991, ISBN 88-210-0637-9.

Aufsatzsammlung
- Byzantinische Kultur. Eine Aufsatzsammlung, gesammelte kleine Schriften:
  - Band 1: Die Macht, hrsg. von Silvia Ronchey, Elena Velkovska, Edizioni di Storia e Letteratura, Rom 2006, ISBN 88-8498-210-3 (Inhaltsverzeichnis);
  - Band 2: Das Wissen, hrsg. von Niels Gaul, Silvia Ronchey, Edizioni di Storia e Letteratura, Rom 2009, ISBN 978-88-8498-211-7 (Inhaltsverzeichnis);
  - Band 3: Die materielle Kultur, hrsg. von Christina Katsougiannopoulou und Silvia Ronchey, Edizioni di Storia e Letteratura, Rom 2011, ISBN 978-88-8498-368-8 (Inhaltsverzeichnis);
  - Band 4: Die Ausstrahlung, hrsg. von Silvia Ronchey und Raimondo Tocci, Edizioni di Storia e Letteratura, Rom 2013, ISBN 978-88-6372-503-2 (Prefazione von Silvia Ronchey; Inhaltsverzeichnis).[2]